# Brimer
Brimer er i nordisk mytologi et andet navn på kæmpen Ymer samt navnet på den hal hvor de overlevende jætter kan søge ly. Ifølge mytologien er hallen fyldt med uudtømmelige lagre af kraftige drikke. Ét af de steder, der ikke går til under Surts ild ved Ragnarok.
I Gylfaginning henviser Brimer til en sal i himlen, hvor der efter Ragnarok vil være "masser af gode drikke" til rådighed, for de gode sjæle der finder glæde ved det.
I strofe 9 i Vølvens Spådom, det første digt i den ældre Edda, nævnes Brimer og Blain, som alternative navne for Ymer. I strofe 37 fra samme digt, nævnes Brimer som en kæmpe, der ejer en ølsal på sletten okolner.